# Хроника Богемии (Пражская хроника)
Хроника Богемии (Пражская хроника) лат. Chronicon Bohemie (Chronicon Pragense) — написанное на латинском языке сочинение (правильнее было бы назвать его анналами) по истории Чехии. Название Пражская получила от единственной сохранившейся рукописи. Охватывает период с 824 по 1419 гг.

## Издания
- Chronicon Bohemie (Chronicon Pragense) // Geschichtsschreiber der Husitischen Bewegung in Boehmen. Bd. 2 (Fontes Rerum Austriacarum. Oesterreichische Geschichtsquellen. Erste Abteilung. Scriptores). Wien, 1856.

## Переводы на русский язык
- Хроника Богемии (Пражская хроника) в переводе О. М. Лугового на сайте Восточная литература

- Хроника Богемии (Пражская хроника) в переводе И. М. Дьяконова на сайте Восточная литература